# Polygonum amgense
Polygonum amgense là một loài thực vật có hoa trong họ Rau răm. Loài này được Michaleva & Perf. miêu tả khoa học đầu tiên.